# Sean O'Malley
Sean O'Malley (Helena, 24 oktober 1994) is een Amerikaans MMA-vechter. Hij werd op 19 augustus 2023 wereldkampioen bantamgewicht (tot 61 kilo) bij de UFC.

## Carrière
O'Malley debuteerde in 2013 in het MMA bij de organisatie Intense Championship. Hij won de eerste zeven gevechten van zijn carrière, waarvan zes vroegtijdig door knock-out (KO), technisch knock-out (TKO) of submissie (verwurging). Alleen Mark Coates haalde in die periode het einde van een partij met O'Malley, die deze wel unaniem won. Hij mocht daarop meedoen aan Dana White's Contender Series, waarin UFC-voorzitter Dana White nieuw talent probeert te scouten. O'Malley sloeg tijdens dit programma Alfred Khashakyan knock-out en verdiende zo een contract bij de UFC.
O'Malley debuteerde op 1 december 2017 bij de UFC tijdens The Ultimate Fighter: A New World Champion Finale, dat diende als finale voor Whites andere talentenprogramma The Ultimate Fighter. Hij won die dag op basis van een unanieme jurybeslissing van Terrion Ware. O'Malley schreef ook zijn eerste vier partijen bij de UFC op zijn naam, waarna Marlon Vera hem op 16 augustus 2020 zijn eerste nederlaag toebracht. De Ecuadoriaan won die dag na ruim vier minuten middels een TKO. O'Malley won daarna zijn volgende drie gevechten, ofwel door middel van een KO dan wel door een TKO. Zijn gevecht tegen Pedro Munhoz werd daarna gestaakt toen zijn opponent niet verder kon nadat hij per ongeluk een vinger in zijn oog kreeg.
O'Malley mocht het op 22 oktober 2022 opnemen tegen voormalig kampioen en nummer twee op de rankinglijst Pjotr Jan. Hij won op basis van een split decision. Hiermee verdiende hij een titelgevecht tegen kampioen Aljamain Sterling. Hij sloeg zijn landgenoot 19 augustus 2023 na een kleine minuut in de tweede ronde van hun partij TKO en werd zo de nieuwe UFC-kampioen bantamgewicht. O'Malley verdedigde zijn titel op 9 maart 2024 voor het eerst door revanche te nemen op Marlon Vera. Hij moest daarvoor vijf ronden van vijf minuten vol maken, maar de jury wees hem daarna unaniem aan als winnaar.